# WSF Championship
WSF Championship, zwane także WSF Open lub WSF Open Championship, to turniej kwalifikacyjny do profesjonalnego cyklu snookera organizowanego przez Światową Federację Snookera WSF. Oprócz turnieju dla wszystkich grup wiekowych, który odbywa się od 2018 roku, od 2020 roku odbywa się także turniej juniorów z miejscami kwalifikacyjnymi.

## Historia
W 2017 roku założono Światową Federację Snookera (WSF), której zadaniem jest reprezentowanie snookera w ramach Światowej Federacji Bilardowej (WCBS) oraz w ramach MKOl w kontekście uczestnictwa snookera w igrzyskach olimpijskich. Członkami stowarzyszenia są dwa światowe stowarzyszenia profesjonalistów (WPBSA) i amatorów (IBSF).
Amatorski mistrz świata IBSF kwalifikował się do rozgrywek zawodowych aż do sezonu snookerowego 2017/18. Wraz z założeniem WSF przywrócono mistrzostwa WSF. Ze względu na spory jurysdykcyjne, w turnieju mogli uczestniczyć wyłącznie członkowie WSF. Zwycięzca tego turnieju otrzymał miejsce w tourze zamiast Mistrza Świata IBSF. Później przegrany finalista otrzymał także dodatkowo prawo gry w main Tourze. Mistrz świata IBSF U21 otrzymał jednak miejsce w tourze w sezonie 2018/19 .
W 2019 roku Mistrzostwa WSF zakończyły się niepowodzeniem z powodu problemów organizacyjnych i do turnieju zawodowego dopuszczeni zostali jedynie zwycięzcy mistrzostw kontynentalnych, ale nie zwycięzcy IBSF. W 2020 roku odbył się nie tylko kolejny turniej WSF, ale także dodatkowy turniej juniorski dla graczy do 17 roku życia. Turniej przemianowano na WSF Open (Championship), ponieważ tym razem nie było żadnych ograniczeń co do uczestnictwa ze względu na stowarzyszenie. Ponieważ większość mistrzostw kontynentalnych musiała zostać odwołana z powodu pandemii COVID-19, w tym roku finaliści obu turniejów otrzymali Tour Card.
W 2021 roku turnieje WSF – podobnie jak wszystkie turnieje amatorskie – padły ofiarą pandemii, w wyniku czego zawodowa trasa musiała zostać zmniejszona ze względu na brak możliwości kwalifikacji. W lutym 2022 roku odbył się jednak ponownie turniej otwarty dla wszystkich grup wiekowych oraz turniej juniorski dla grupy wiekowej U18, a zwycięzcy poszczególnych turniejów zakwalifikowali się do kolejnych dwóch sezonów profesjonalnego touru. Mistrzostwa WSF zostały ustanowione w tym trybie, a kategoria wiekowa turnieju juniorów została podniesiona o kolejny rok do U19 w roku 2024.
W 2025 roku po raz pierwszy odbyły się Mistrzostwa Kobiet WSF.
Dla uczestników turnieju głównego przewidziano dodatkowy bonus: od 2018 roku wszyscy czterej półfinaliści otrzymują zaproszenie do kwalifikacji do Mistrzostw Świata Zawodowców.

## Turnieje

### Wszystkie grupy wiekowe
| Rok  | Miejsce   | Zwycięzca     | Wynik | Finalista     | Półfinaliści       |
| ---- | --------- | ------------- | ----- | ------------- | ------------------ |
| 2018 | Qawra     | Luo Honghao   | 6-0   | Adam Stefanów | Kacper Filipiak    |
| 2018 | Qawra     | Luo Honghao   | 6-0   | Adam Stefanów | Kristján Helgason  |
| 2020 | Ħamrun    | Ashley Hugill | 5-3   | Julian Bojko  | Dylan Emery        |
| 2020 | Ħamrun    | Ashley Hugill | 5-3   | Julian Bojko  | Ross Muir          |
| 2022 | Sheffield | Si Jiahui     | 5-0   | Lee Stephens  | Michael White      |
| 2022 | Sheffield | Si Jiahui     | 5-0   | Lee Stephens  | Daniel Wells       |
| 2023 | Sydney    | Ma Hailong    | 5-0   | Stan Moody    | Gao Yang           |
| 2023 | Sydney    | Ma Hailong    | 5-0   | Stan Moody    | Liam Davies        |
| 2024 | Golem     | Cheung Ka Wai | 5-0   | Gao Yang      | Julian Bojko       |
| 2024 | Golem     | Cheung Ka Wai | 5-0   | Gao Yang      | Daniel Womersley   |
| 2025 | Saïdia    | Gao Yang      | 5-3   | Brian Cini    | Fergal Quinn       |
| 2025 | Saïdia    | Gao Yang      | 5-3   | Brian Cini    | Mateusz Baranowski |

### Turniej juniorów (różne grupy wiekowe)
| Rok        | Miejsce   | Zwycięzca     | Wynik | Finalista     | Półfinaliści   |
| ---------- | --------- | ------------- | ----- | ------------- | -------------- |
| 2020 (U17) | Ħamrun    | Gao Yang      | 5-2   | Sean Maddocks | Wu Yize        |
| 2020 (U17) | Ħamrun    | Gao Yang      | 5-2   | Sean Maddocks | Aaron Hill     |
| 2022 (U18) | Sheffield | Anton Kazakow | 5-3   | Jake Crofts   | Liam Davies    |
| 2022 (U18) | Sheffield | Anton Kazakow | 5-3   | Jake Crofts   | Yorrit Hoes    |
| 2023 (U18) | Sydney    | Stan Moody    | 5-1   | Liam Pullen   | Julian Bojko   |
| 2023 (U18) | Sydney    | Stan Moody    | 5-1   | Liam Pullen   | Filips Kalniņš |
| 2024 (U19) | Golem     | Bulcsú Révész | 5-3   | Gong Chenzhi  | Hamza Ilyas    |
| 2024 (U19) | Golem     | Bulcsú Révész | 5-3   | Gong Chenzhi  | Oliver Sykes   |
| 2025 (U19) | Saïdia    | Leone Crowley | 5-0   | Kaylan Patel  | Amaan Iqbal    |
| 2025 (U19) | Saïdia    | Leone Crowley | 5-0   | Kaylan Patel  | Zhou Jinhao    |

### Turniej seniorów (grupa wiekowa powyżej 40 lat)
Turniej dla zawodników powyżej 40. roku życia odbył się tylko raz i nie obejmował kwalifikacji do turnieju zawodowego.
| Rok  | Miejsce | Zwycięzca       | Wynik | Finalista     | Półfinaliści    |
| ---- | ------- | --------------- | ----- | ------------- | --------------- |
| 2018 | Ħamrun  | Igor Figueiredo | 5-3   | Darren Morgan | Michael Judge   |
| 2018 | Ħamrun  | Igor Figueiredo | 5-3   | Darren Morgan | Mohammed Shehab |

### Turniej kobiet
W 2018 roku w tym samym miejscu odbył się turniej wyłącznie dla kobiet w ramach Mistrzostw WSF, chociaż była to już 34. edycja. edycja Mistrzostw Świata Kobiet w Snookerze. W roku 2025 Mistrzostwa WSF kobiet odbyły się jako osobny turniej. Nie obejmował on bezpośredniej kwalifikacji do turnieju zawodowego, ale mogły w nim brać udział zawodniczki zawodowe.. Wydarzenie to było częścią WWS Tour sezonu 2024/25.
| Rok  | Miejsce | Zwyciężczyni           | Wynik | Finalistka | Półfinalistki |
| ---- | ------- | ---------------------- | ----- | ---------- | ------------- |
| 2025 | Saïdia  | Nutcharut Wongharuthai | 4-3   | Bai Yulu   | Rebecca Kenna |
| 2025 | Saïdia  | Nutcharut Wongharuthai | 4-3   | Bai Yulu   | Ng On Yee     |